# Thicker than Water
Thicker than Water ist ein US-amerikanischer Surffilm aus dem Jahr 2000 und die erste Arbeit des Musikers Jack Johnson als Filmemacher.
Der Film startete am 1. Januar 2000 in den Vereinigten Staaten in den Kinos. Die DVD erschien am 12. Mai 2000. Der Soundtrack zum Film wurde am 6. Januar 2004 in Deutschland veröffentlicht und war ab dem 2. Juli 2004 im Handel erhältlich.

## Handlung
Thicker than Water zeigt eine Reise durch den Nordatlantik über den Indischen Ozean bis in den Nordpazifik. Gemeinsam mit seinem Surf- und Schulfreund Chris Malloy von der Filmhochschule der University of California und dessen Bruder Emmett Malloy produzierten sie Aufnahmen von Surfern an Surfspots wie Australien, Indonesien, Hawaii, Indien und Irland und zeigen diese in Kombination mit der von Johnson selbst geschaffener Gitarrenmusik. Jack Johnson nimmt den Zuschauer mit auf ein visuelles und musikalisches Abenteuer, das den Zauber des Surfens einzufangen versucht.

## Filmmusik
Johnson schrieb die Filmmusik zu Thicker than Water bevor sein erstes Album Brushfire Fairytales 2001 veröffentlicht wurde.
- Moonshine – Jack Johnson (2:00)
- Rainbow – Jack Johnson (3:23)
- Even After All – Finley Quaye (3:55)
- Hobo Blues – G. Love (2:44)
- Relate to Me – The Voyces (1:34)
- The Cove – Jack Johnson (1:52)
- Holes to Heaven – Jack Johnson (2:49)
- Dark Water & Stars – Natural Calamity (4:59)
- My Guru – Kalyanji–Anandji (4:10)
- Honor and Harmony – G. Love and Special Sauce (3:36)
- Liver Splash – The Meters (2:38)
- Underwater Love – Smoke City (5:58)
- Thicker than Water – Todd Hannigan (3:25)
- Witchi Tai To – Harpers Bizarre (2:43)

## Kritik
„Beeinflusst vom Lebensgefühl des Surfens, klingt seine Musik nach Urlaub und Entschleunigung; lockere Gitarrenmusik mit ordentlich Groove.“